# Shorea faguetiana
Shorea faguetiana (tiếng Anh thường gọi là Yellow Meranti) là một loài thực vật thuộc họ Dipterocarpaceae. Loài này có ở Indonesia, Malaysia, và Thái Lan. Mẫu cao nhất ghi được là 88,3 m thuộc về loài Shorea faguetiana tại Vườn quốc gia Tawau Hills, ở Sabah trên hòn đảo Borneo.